# Хардегзен
Хардегзен (нем. Hardegsen) — город в Германии, в земле Нижняя Саксония.
Входит в состав района Нортхайм. Население составляет 8161 человек (на 31 декабря 2010 года). Занимает площадь 83,87 км². Официальный код — 03 1 55 005.

## Фотографии

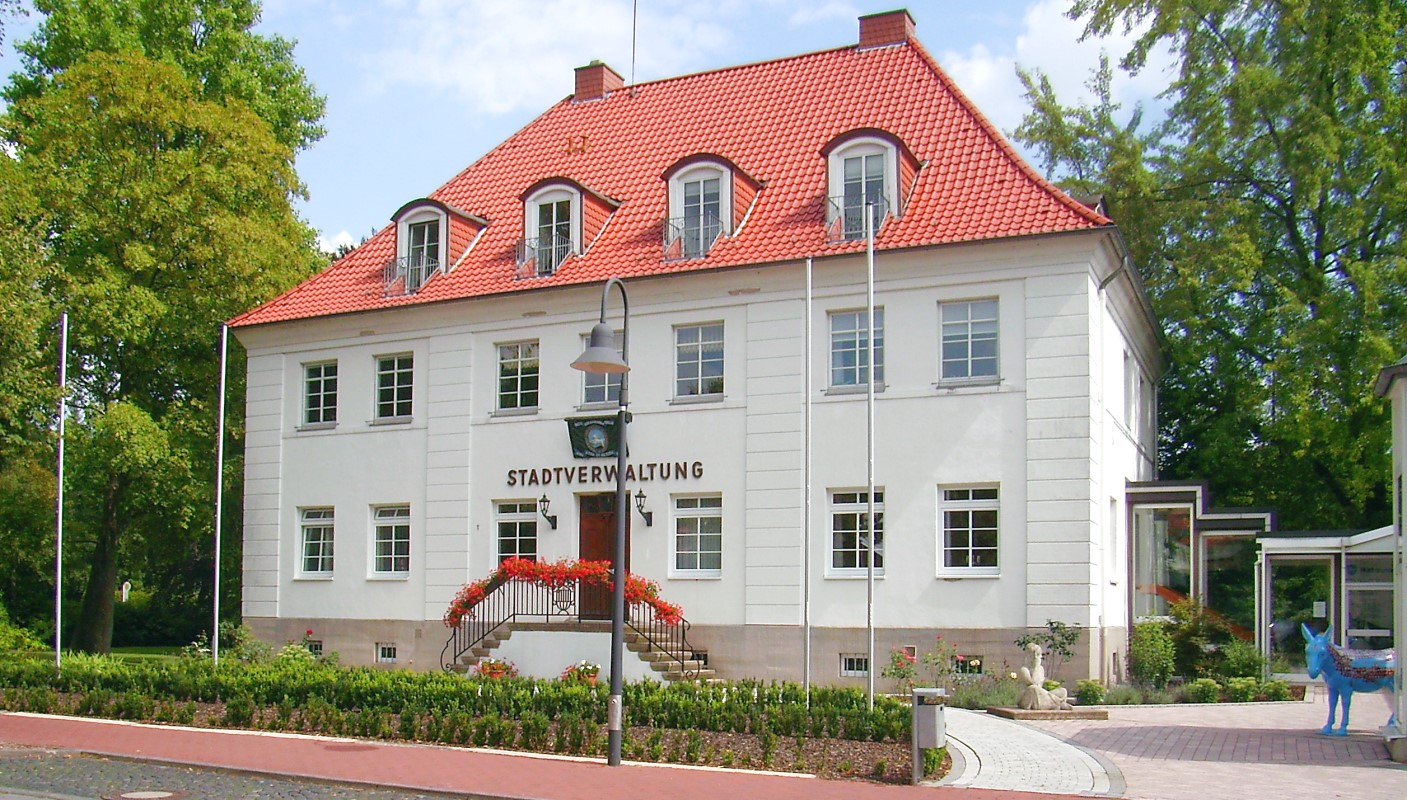
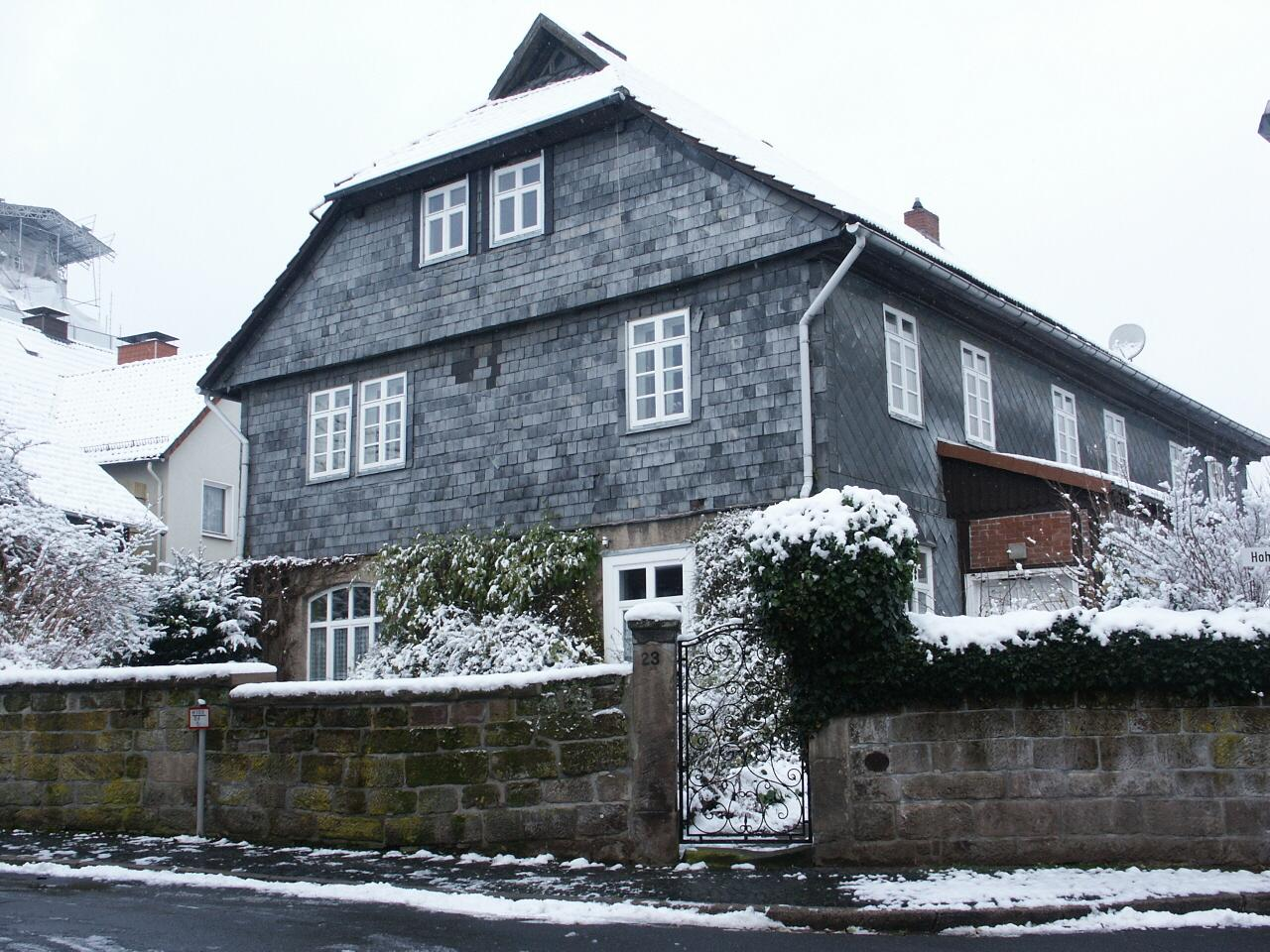
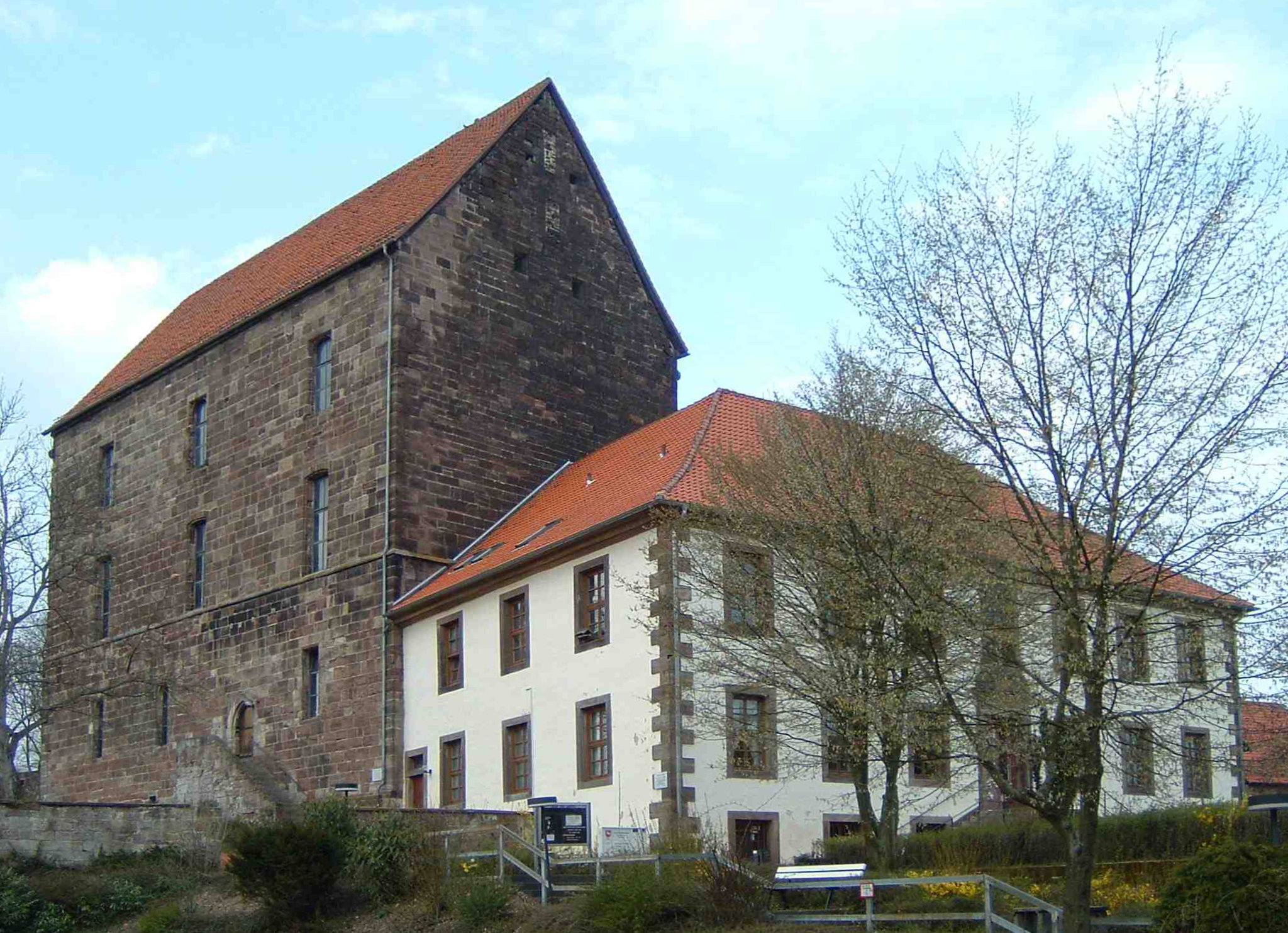

## Население
| 1990 | 1995 | 2000 | 2005 | 2010 | 2019 |
| ---- | ---- | ---- | ---- | ---- | ---- |
| 7770 | 8227 | 8628 | 8691 | 8222 | 7587 |